# Øksnes
Øksnes est une kommune de Norvège. Elle est située dans le comté de Nordland.

## Description
Øksnes est situé à l'extrémité des Vesterålen. Elle se compose de la partie nord de Langøya, avec un certain nombre de petites îles autour. Au total, la municipalité se compose de 220 îles, îlots et récifs. Le chef-lieu de la commune est le village de Myre.

### Îles
- Anden, réserve naturelle d'Anda (69° 03′ 57″ N, 15° 10′ 08″ E)
- Dyrøya (68° 48′ 36,72″ N, 14° 49′ 06″ E)
- Gisløya, réserve naturelle du Grunnfjorden (68° 56′ 36″ N, 15° 16′ 09″ E)
- Langøya (68° 45′ 59″ N, 15° 02′ 14″ E)
- Meløya (68° 55′ 00″ N, 15° 16′ 15″ E)
- Nærøya (68° 47′ 56″ N, 14° 46′ 02″ E)
- Sunderøya (68° 49′ 50″ N, 14° 43′ 04″ E)
- Skogsøya (68° 53′ 58,56″ N, 14° 55′ 16,32″ E)
- Tindsøya (68° 50′ 18″ N, 14° 46′ 20″ E

### Localités
- Alsvåg (68° 54′ 00″ N, 15° 17′ 00″ E)
- Barkestad (68° 49′ 00″ N, 14° 49′ 00″ E)
- Breidstrand
- Elvenes (68° 48′ 46″ N, 15° 10′ 41″ E)
- Finnvågan (68° 48′ 00″ N, 14° 47′ 00″ E)
- Høydal (68° 56′ 00″ N, 15° 03′ 00″ E)
- Kavåsen (68° 48′ 00″ N, 15° 02′ 00″ E)
- Klo (68° 59′ 00″ N, 15° 11′ 00″ E)
- Myre (68° 54′ 53″ N, 15° 05′ 14″ E)
- Nyksund (69° 00′ 00″ N, 15° 01′ 00″ E)
- Ramsvika
- Sandset (68° 47′ 35″ N, 14° 57′ 42″ E)
- Skogly
- Sørvågen
- Stø (69° 01′ 00″ N, 15° 08′ 00″ E)
- Strengelvåg (68° 58′ 00″ N, 15° 11′ 00″ E)
- Tinden
- Tøa